# Hyundai Assan Otomotiv
Hyundai Assan Otomotiv San ve Tic. A.Ş. est un constructeur automobile basé à Kozyatagi, Istanbul, en Turquie, créé à la fin de 1994 en tant que coentreprise entre la Hyundai Motor Company de Corée du Sud et Kibar Holding. Elle exploite une usine de fabrication située à İzmit, qui a été ouverte en septembre 1997 et produit des automobiles et véhicules utilitaires de la marque Hyundai.

## Aperçu
La société a été créée fin 1994, en tant que joint-venture à 50-50% entre Hyundai et Kibar Holding de Turquie, dans le but d'ouvrir une nouvelle usine de fabrication à İzmit, après l'introduction de la marque Hyundai dans le pays en 1990. La cérémonie d'inauguration de l'usine a eu lieu le 25 septembre 1995. Il a été achevé et a commencé la production de masse en juillet 1997, la cérémonie d'ouverture officielle ayant eu lieu le 20 septembre 1997.
L'usine couvre 108 000 m2 sur une superficie totale de 233 000 m2 et a une capacité de production annuelle de 210 000 unités (augmentée en 2013 d'une valeur initiale de 125 000 unités, avec un investissement de 609 millions $US), l'entreprise étant la cinquième plus grande constructeur automobile en Turquie. L'investissement total de la première étape était de 180 millions de dollars américains. Les deux premiers modèles produits étaient la Hyundai Accent et la Grace, le Starex étant ajoutée à la gamme en 2002, la Matrix en 2007 et la i20 en 2010. Le 15 juillet 2014, l'entreprise a produit son millionième véhicule.

## Modèles actuellement en production

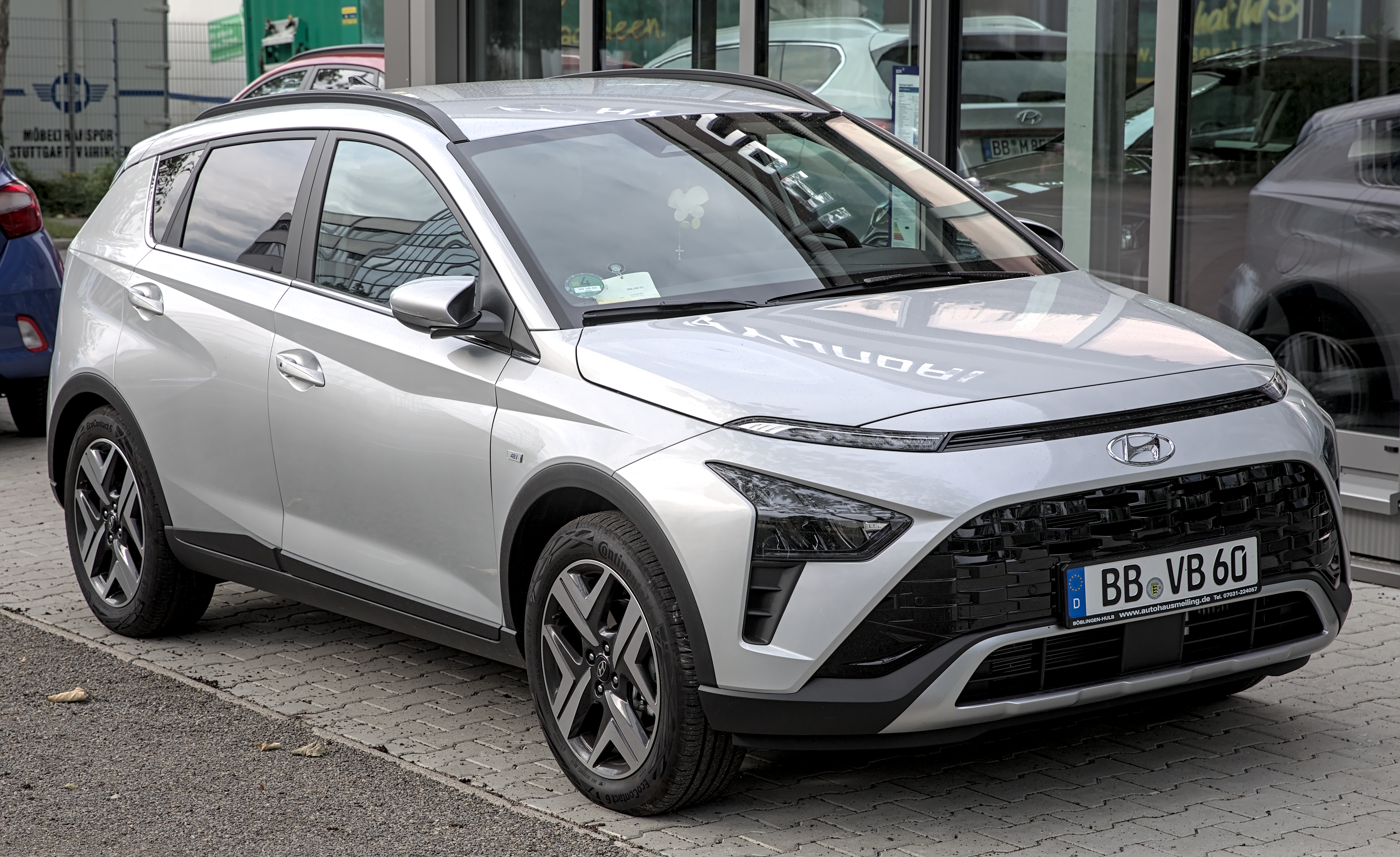
Un Hyundai Bayon, il est produit dans l'usine de İzmit.

- Hyundai i20 (2010 - )
- Hyundai i10 (2013 - )
- Hyundai Bayon (2021 - )

## Anciens modèles
- Hyundai Accent (1997 – 2012)[7]
- Hyundai Grace (1997 – 2006)
- Hyundai Starex (2002 – 2007)
- Hyundai Matrix (2007 – 2010)